# Porte Monumentale (film)
Pour l’article homonyme, voir Porte Monumentale.
Pour plus de détails, voir Fiche technique et Distribution.
Porte Monumentale est un film de Georges Méliès sorti en 1900 au début du cinéma muet. Actuellement, le film est considéré comme perdu, aucune bande connue n'ayant survécu aux années.